# The Ascension (album d'Otep)
Pour les articles homonymes, voir Ascension.
The Ascension est le troisième album du groupe Otep sorti le 30 octobre 2007.

## Liste des chansons
1. Eat the Children - 4:15
2. Crooked Spoons - 4:20
3. Perfectly Flawed - 3:48
4. Confrontation - 3:13
5. Milk of Regret - 6:00
6. Noose and Nail - 3:40
7. Ghost flowers - 4:23
8. Breed - 3:27 (Reprise de Nirvana)
9. March of Martyrs - 3:46
10. Invisible - 5:24
11. Home Grown - 4:20
12. Communion - 4:26
13. Adrenochrome Dreams - 9:56